# Междущатска магистрала 95
Междущатска магистрала 95 (Interstate 95, съкратено I-95) е дълга междущатска магистрала разположена на Източното крайбрежие на САЩ. Магистрала 95 е дълга 3070 км (1907 мили). Това е най-дългата междущатска магистрала, минаваща от север на юг.
| Щат              | мили    | км      |
| ---------------- | ------- | ------- |
| Флорида          | 382,17  | 615,04  |
| Джорджия         | 112,03  | 180,29  |
| Южна Каролина    | 198,76  | 319,87  |
| Северна Каролина | 181,71  | 292,43  |
| Вирджиния        | 178,73  | 287,64  |
| DC               | 0,07    | 0,12    |
| Мериленд         | 109,05  | 175,50  |
| Делауеър         | 23,43   | 37,71   |
| Пенсилвания      | 51,08   | 82,21   |
| Ню Джърси        | 97,76   | 157,33  |
| Ню Йорк          | 23,50   | 37,82   |
| Кънектикът       | 111,57  | 179,55  |
| Роуд Айлънд      | 43,3    | 69,7    |
| Масачузетс       | 91,95   | 147,98  |
| Ню Хемпшир       | 16,20   | 26,08   |
| Мейн             | 303,2   | 488,0   |
| Общо             | 1924,51 | 3097,27 |

|  | Тази страница частично или изцяло представлява превод на страницата Interstate 95 в Уикипедия на английски. Оригиналният текст, както и този превод, са защитени от Лиценза „Криейтив Комънс – Признание – Споделяне на споделеното“, а за съдържание, създадено преди юни 2009 година – от Лиценза за свободна документация на ГНУ. Прегледайте историята на редакциите на оригиналната страница, както и на преводната страница, за да видите списъка на съавторите. ВАЖНО: Този шаблон се отнася единствено до авторските права върху съдържанието на статията. Добавянето му не отменя изискването да се посочват конкретни източници на твърденията, които да бъдат благонадеждни. |